# Красностав (Хмельницкая область)
Красностав (укр. Красностав) — село в Шепетовском районе Хмельницкой области Украины.